# Органическое строение капитала
Органическое строение капитала в марксистской экономической теории — соотношение постоянного ({\displaystyle c}) и переменного ({\displaystyle v}) капитала. Чем больше доля постоянного капитала, тем выше органическое строение капитала.
Органическое строение капитала имеет тенденцию к росту. Это происходит из-за роста постоянной части капитала — с. Доля постоянного капитала увеличивается из-за технического прогресса, усовершенствования техники, автоматизации, роботизации и компьютеризации промышленности.
Рост постоянной части капитала приводит к уменьшению доли переменного капитала. В результате происходит уменьшение спроса на рабочую силу, рост безработицы. С другой стороны рост органического строения капитала приводит к понижению нормы прибыли. Таким образом проявляется противоречивость капиталистического производства. С одной стороны в погоне за прибылью предприниматели повышают производительность труда и способствуют техническому прогрессу, с другой стороны растущая производительность труда уменьшает норму прибыли и приводит к росту безработицы.

## Обзор
В первой книге «Капитала» Маркс сделал упрощающее предположение, что всякая оценка осуществляется с точки зрения того, что часто называют трудовой стоимостью (а он называл «стоимостью»). Однако в книге III он утверждает, что равновесные стоимости между отраслями не могут быть прямо пропорциональны содержанию в них труда. Последний лишь определял равновесные ценности в своем докапиталистическом «простом товарном производстве», где производители владели своими средствами производства, а природные ресурсы использовались свободно. В книге III он сначала предположил, что земля может использоваться свободно, и показал, что равновесные цены были его «ценами производства». Позже, когда он ввел земельную собственность и земельную ренту, равновесные цены должны были стать «модифицированными производственными ценами», учитывающими земельную ренту. Следствием этого является то, что оценка, используемая для «стоимостного состава капитала», должна была быть соответствующим образом изменена, поскольку трудовая стоимость, использованная в Книге I, была средством, которое он использовал, чтобы не слишком усложнять распространение этой теории. Но Маркс не смог удовлетворительно завершить вторую и третью книги.

## Соотношения
Стоимостной состав капитала (VCC) обычно выражается как отношение постоянного капитала к переменному капиталу, или {\displaystyle {c \over v}}. В марксистской литературе используются и другие меры. Один {\displaystyle {c \over {s+v}}}. Это отношение постоянного капитала к вновь произведенной стоимости (примерно то, что современные экономисты называют «добавленной стоимостью»), т. е. прибавочная стоимость + переменный капитал и близко к понятию соотношения капитала к выпуску. Менее распространенной является мера, использованная Полом М. Суизи, т.е. {\displaystyle {c \over {c+v}}}, отношение постоянного капитала к общему инвестированному капиталу.
Общий капитал капиталистического предприятия включает в себя не только основные средства, материалы и заработную плату; сюда также входят ликвидные средства, резервы и другие финансовые активы. Например, работодатель обычно должен резервировать средства для оплаты текущих операционных расходов до тех пор, пока они не окупятся от продажи продукции.